# Body Language (퀸의 노래)
〈Body Language〉는 1982년 영국의 록 밴드 퀸의 댄스/펑크 곡이다. 이 곡은 이 밴드의 리드 싱어인 프레디 머큐리에 의해 쓰여졌으며 북미에서 큰 인기를 얻었으며, 그곳에서 광범위한 라디오 연극을 받았다. 하지만 이 싱글은 영국에서 미온적인 반응만 받았다. 이 곡은 1982년 음반 《Hot Space》에서 발매된 두 번째 싱글 음반이다. 이 곡의 뮤직 비디오는 퀸 멤버들이 옷을 완전히 입었음에도 불구하고, MTV에서 나체로 인해 금지된 첫 번째 것이었다.